# Promozione Basilicata 1984-1985
Nella stagione 1984-1985 la Promozione era sesto livello del calcio italiano (il massimo livello regionale). Qui vi sono le statistiche relative al campionato in Basilicata.
Il campionato è strutturato in vari gironi all'italiana su base regionale, gestiti dai Comitati Regionali di competenza. Promozioni alla categoria superiore e retrocessioni in quella inferiore non erano sempre omogenee; erano quantificate all'inizio del campionato dal Comitato Regionale secondo le direttive stabilite dalla Lega Nazionale Dilettanti, ma flessibili, in relazione al numero delle società retrocesse dal Campionato Interregionale e perciò, a seconda delle varie situazioni regionali, la fine del campionato poteva avere degli spareggi sia di promozione che di retrocessione.

## Squadre partecipanti
| Club                              | Città (provincia)       | Stadio | Stagione precedente |
| --------------------------------- | ----------------------- | ------ | ------------------- |
| A.S. Astra                        | Tramutola (PZ)          |        |                     |
| S.S. Avigliano                    | Avigliano (PZ)          |        |                     |
| Pol. Bernalda                     | Bernalda (MT)           |        |                     |
| A.S. Forastiere Calcio            | Senise (PZ)             |        |                     |
| A.S. Genzano                      | Genzano di Lucania (PZ) |        |                     |
| U.S. Irsinese                     | Irsina (MT)             |        |                     |
| A.C. Lauria                       | Lauria (PZ)             |        |                     |
| A.S. Lavello                      | Lavello (PZ)            |        |                     |
| A.S. Melfi                        | Melfi (PZ)              |        |                     |
| Pol. Moliterno                    | Moliterno (PZ)          |        |                     |
| Pol. Montescaglioso               | Montescaglioso (MT)     |        |                     |
| Pol. Popolare Pescopagano Invicta | Potenza                 |        |                     |
| Calcio Pro Matera S.p.a.          | Matera                  |        |                     |
| Pol. Real Genzano                 | Genzano di Lucania (PZ) |        |                     |
| U.S. Scanzano                     | Scanzano Jonico (MT)    |        |                     |
| C.S. Vultur Rionero               | Rionero in Vulture (PZ) |        |                     |

## Classifica finale
|  | Pos. | Squadra             | Pt | G  | V  | N  | P  | GF | GS | DR  |
|  | ---- | ------------------- | -- | -- | -- | -- | -- | -- | -- | --- |
|  | 1.   | Lavello             | 43 | 30 | 18 | 7  | 5  | 56 | 21 | +35 |
|  | 2.   | Pro Matera          | 42 | 30 | 16 | 10 | 4  | 54 | 23 | +31 |
|  | 3.   | Genzano             | 41 | 30 | 17 | 7  | 6  | 54 | 38 | +16 |
|  | 4.   | Bernalda            | 40 | 30 | 16 | 8  | 6  | 45 | 27 | +18 |
|  | 5.   | Forastiere          | 39 | 30 | 16 | 7  | 7  | 45 | 29 | +16 |
|  | 6.   | Scanzano            | 36 | 30 | 13 | 10 | 7  | 48 | 28 | +20 |
|  | 7.   | Moliterno           | 33 | 30 | 14 | 5  | 11 | 50 | 37 | +13 |
|  | 8.   | Real Genzano        | 33 | 30 | 12 | 9  | 9  | 44 | 43 | +1  |
|  | 9.   | Pescopagano Invicta | 27 | 30 | 8  | 11 | 11 | 20 | 24 | -4  |
|  | 10.  | Lauria              | 26 | 30 | 9  | 8  | 13 | 35 | 41 | -6  |
|  | 11.  | Montescaglioso      | 24 | 30 | 7  | 10 | 13 | 28 | 39 | -11 |
|  | 12.  | Avigliano           | 22 | 30 | 6  | 10 | 12 | 29 | 44 | -15 |
|  | 13.  | Astra               | 21 | 30 | 5  | 11 | 14 | 32 | 64 | -32 |
|  | 14.  | Vultur Rionero      | 20 | 30 | 6  | 8  | 16 | 22 | 47 | -25 |
|  | 15.  | Melfi (-1)          | 18 | 30 | 8  | 3  | 19 | 28 | 51 | -23 |
|  | 16.  | Irsinese (-1)       | 13 | 30 | 5  | 4  | 21 | 20 | 54 | -34 |

- Pro Matera promosso per ripescaggio.